# Rubye De Remer
Rubye De Remer, nata Ruby Burkhardt (Denver, 9 gennaio 1892 – Beverly Hills, 18 marzo 1984), è stata una ballerina e attrice statunitense del cinema muto che iniziò la sua carriera teatrale con le Midnight Frolic, gli spettacoli di Florenz Ziegfeld a New York.
Considerata una delle più belle donne del mondo, fu scelta nel 1920 dal pittore francese Paul César Helleu come "l'ideale bellezza americana".

## Filmografia
- Enlighten Thy Daughter
- Tillie Wakes Up, regia di Harry Davenport (1917)
- Two Men and a Woman
- The Auction Block, regia di Laurence Trimble (1917)
- We Should Worry, regia di Kenean Buel (1918)
- Ashes of Love, regia di Ivan Abramson (1918)
- Pals First, regia di Edwin Carewe (1918)
- Life's Greatest Problem, regia di J. Stuart Blackton (1918)
- Perfectly Fiendish Flanagan; or, The Hart of the Dreadful West, regia di Saul Harrison - cortometraggio (1918)
- For Freedom, regia di Frank Lloyd (1918)
- The Great Romance, regia di Henry Otto (1919)
- Fires of Faith, regia di Edward José (1919)
- Dust of Desire, regia di Perry N. Vekroff (1919)
- His Temporary Wife, regia di Joseph Levering (1920)
- A Fool and His Money, regia di Robert Ellis (1920)
- The Way Women Love, regia di Marcel Perez (1920)
- The Passionate Pilgrim, regia di Robert G. Vignola (1921)
- Luxury, regia di Marcel Perez (1921)
- Pilgrims of the Night, regia di Edward Sloman (1921)
- Unconquered Woman, regia di Marcel Perez (1922)
- The Glimpses of the Moon, regia di Allan Dwan (1923)
- Don't Marry for Money, regia di Clarence Brown (1923)
- Troppo amata (The Gorgeous Hussy), regia di Clarence Brown (1936)